# Edgar Barth
Pour les articles homonymes, voir Barth (homonymie).
Edgar Barth, né le 26 janvier 1917 et mort le 20 mai 1965, est un pilote automobile allemand. Il est né dans l'Empire allemand, avant de devenir allemand de l'ouest en 1957.
Son fils Jürgen Barth est lui aussi pilote automobile et a remporté les 24 Heures du Mans 1977.

## Biographie

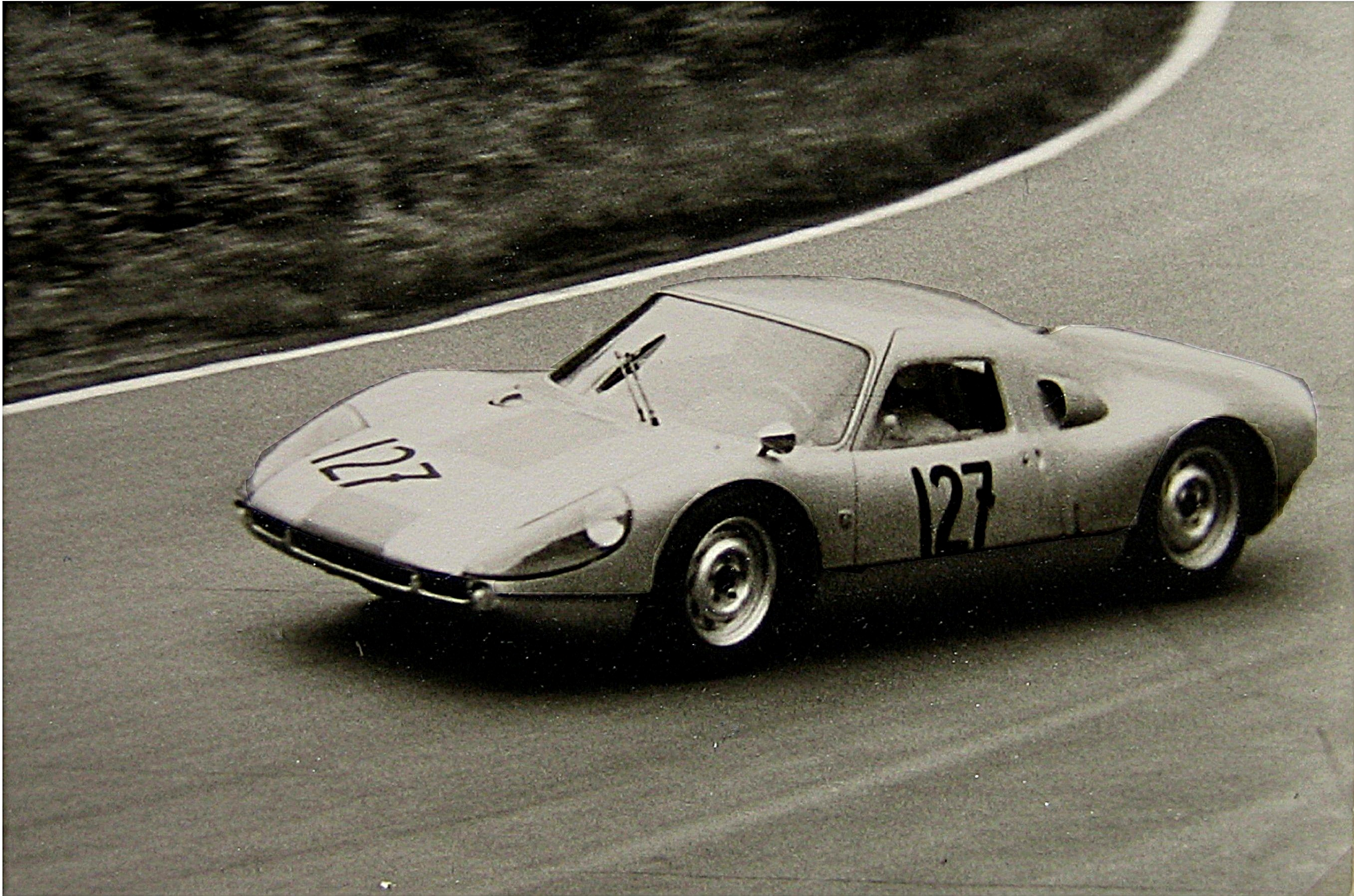
Edgar Barth sur Porsche 904 aux 1000 kilomètres du Nürburgring en 1964.

Après avoir démarré une carrière de pilote moto pour DKW, il se consacre à la course automobile avec BMW. L'usine de production de ces voitures, située à Eisenach en Allemagne de l'Est, devient Eisenacher Motorenwerk (EMW) après la guerre et engage Edgar Barth pour l'unique Grand Prix auquel elle participe en 1953.
Quelques années plus tard, en 1957, il fait défection et s'installe en Allemagne de l'Ouest.
Il continue alors la compétition automobile en participant aux 24 Heures du Mans et à quelques Grands Prix de Formule 2 et de Formule 1. Il remporte la Targa Florio en 1959, première victoire de Porsche en Championnat du monde des voitures de sport. La même année, il remporte le premier de ses trois titres de champion d'Europe de la montagne, les deux autres étant acquis en 1963 et 1964.
Il succombe à un cancer à 48 ans, alors qu'il était toujours en activité.

## Palmarès
- Vainqueur de la catégorie S1.5 des 24 Heures du Mans 1958
- Vainqueur de la catégorie S1.6 des 24 Heures du Mans 1960
- Vainqueur de la catégorie GT1.6 des 24 Heures du Mans 1962
- Vainqueur de la Targa Florio en 1959 (avec Wolfgang Seidel)
- Champion d'Europe de la montagne en 1959, 1963 et 1964, dans la catégorie EHCC des Voitures de Sport
- Vainqueur de la Course de côte du Schauinsland 1963 et 1964 (la seconde fois en championnat du monde des voitures de sport)
- Vainqueur de la Course de côte Ollon - Villars 1963 (en championnat mondial SportsCars)
- Vainqueur de la Course de côte de Rossfeld 1964 (en championnat mondial SportsCars)

## Résultats en championnat du monde de Formule 1
| Saison | Écurie                 | Châssis    | Moteur    | Pneus  | GP disputés | Points inscrits | Classement |
| ------ | ---------------------- | ---------- | --------- | ------ | ----------- | --------------- | ---------- |
| 1953   | Rennkollektiv EMW      | EMW        | EMW L6    | Dunlop | 1           | 0               | n.c.       |
| 1964   | Rob Walker Racing Team | Cooper T66 | Climax V8 | Dunlop | 1           | 0               | n.c.       |

## Résultats aux 24 Heures du Mans
| Année | Voiture                  | Équipe                     | Équipiers        | Résultat |
| ----- | ------------------------ | -------------------------- | ---------------- | -------- |
| 1957  | Porsche 718 RSK          | Porsche KG                 | Umberto Maglioli | Abandon  |
| 1958  | Porsche 718 RSK          | Porsche KG                 | Paul Frère       | 4e       |
| 1959  | Porsche 718 RSK          | Porsche KG                 | Wolfgang Seidel  | Abandon  |
| 1960  | Porsche 718 RS           | Porsche KG                 | Wolfgang Seidel  | 11e      |
| 1961  | Porsche 718/4 RS Coupé   | Porsche System Engineering | Hans Herrmann    | 7e       |
| 1962  | Porsche 356B Abarth      | Porsche System Engineering | Hans Herrmann    | 7e       |
| 1963  | Porsche 718/8 WRS Spyder | Porsche System Engineering | Herbert Linge    | 8e       |
| 1964  | Porsche 904/8            | Porsche System Engineering | Herbert Linge    | Abandon  |